# Виница (Украйна)
Вижте пояснителната страница за други значения на Виница.
Вѝница или Вѝнниця (на украински: Вінниця; на руски: Винница; на полски: Winnica), срещано и като Винница, е град в югозападната част на Украйна, административен център на Виницка област. Той е разположен на река Южен Буг в историко-географската област Подолие.

## География
Виница се намира на 200 km югозападно от столицата на Украйна. Разстоянието до град Киев с влак е 221 km, най-близкото разстояние по шосе е 265 km. С влак се достига за 2,5 – 3 часа, а с високоскоростен влак за около 2 часа, а с автомобил в рамките на 3,5 – 4 часа.
През града преминава река Южен Буг, градът е разположен в зона на горска степ, в района на Волинско–подолския кристален масив, покрит с кватернерни утайки от пясък, глина, варовик и мрамор. Смесването с останките от растителния свят създава плодородни черноземни почви. Основата на този масив се състои от най-старите скали: гранити, гнайси и сиенити, които на някои места се намират на повърхността и са ценни строителни материали.

### Климат
Градът е разположен в умереноконтиненталния климатичен пояс. Характеризира се с продължително неочаквано, по-скоро влажно лято и сравнително кратка, не тежка зима. Средната температура на въздуха през януари е – 5,8 °C, а през юли – 18,3 °C. Средногодишните валежи са около 638 mm.
От неблагоприятните климатични явления в града се наблюдават виелици (от 6 до 20 дни в годината), мъгли през студения сезон на годината (37 – 60 дни), бури с градушка (3 – 5 дни). Продължителността на светлия ден варира от 8 до 16,5 часа.

## История
За първи път градът е споменат през 1363 г., но районът е заселен от древни времена. На сегашната му територия са открити останки от скитски и древноруски селища. След победата на Златната орда през 1362 г. районът попада във властта на Великото литовско княжество, чийто войски го освобождават от татарите. Започват да се строят градове-крепости, сред които е и Виница.
Виница заема видно място в Освободителната война от 1648 – 1654 г. На 7 юли 1648 въстаниците я освобождават от поляците, а в града се разполага гарнизон на хетман Богдан Хмелницки. В началото на 1651 г. поляците нахлуват в Подолието, а градът е за кратко обсаден. Виница, заедно с цяла Западна Украйна, попада под властта на полската корона, после преминава към Османската империя и отново към Полша.
След Втората подялба на Полша (1793 г.) Подолието преминава към Русия, а Виница става за кратко губернски град. От 1923 г. е център на окръг, а от 1932 става административен център на Виницка област. През Втората световна война жителите на града намаляват от 100 хил. до 27 хил., от 50 промишлени предприятия оцеляват едва 10, напълно са разрушени 1880 жилищни сгради. Към края на 1948 г. почти напълно е възстановена промишлеността на града, а по-късно се развиват машиностроене, електроника и други отрасли.
По време на Втората световна война във Виница е разкрит масов гроб на убити от болшевиките украинци – виж Виницка трагедия.
На 14 юли – 141-вия ден от нахлуването на Русия в Украйна на 24 февруари 2022 г. - Русия извършва ракетен обстрел над Виница, при който са поразени административни и жилищни сгради и избухва пожар, обхванал паркинг в центъра на града. По данни на началника на Националната полиция на Украйна Игор Клименко повече от 50 сгради и повече от 40 коли са били повредени от трите ракетни удара. Председателят на областната държавна администрация на Виница Сергей Борзов съобщава за ранени и мъртви, като още същия ден излиза информация за поне 20 загинали, сред които три деца, и най-малко 90 пострадали, измежду които 50 тежко. Пет дни по-късно броят на загинали нараства до 25 души; 202 души са потърсили медицинска помощ, 68 от които, в т.ч. 4 деца, са хоспитализирани. Според ВВС на Украйна Виница е атакувана с крилати ракети "Калибър", изстреляни от подводници, разположени в Черно море.

## Население
Населението на града според преброяването през 2001 г. е 356 665 души.

### Етнически състав
Дял на основните етнически групи според преброяванията на населението през годините (в %):
| Етническа група | 1926 | 1939  | 1959 | 1989 | 2001  |
| Украинци        | 41.5 | 49.20 | 60.2 | 77.4 | 86.72 |
| Руснаци         | 13.8 | 10.57 | 22.1 | 16.4 | 10.12 |
| Евреи           | 37.8 | 35.63 | 13.6 | 4.1  | 0.48  |
| Поляци          | 4.3  | 3.04  | 2.0  | 0.7  | 0.44  |

Численост и дял на етническите групи според преброяването на населението през 2001 г.:
| Етническа група            | Численост | Дял (в %) |
| Общо                       | 356 665   | 100.00    |
| Украинци                   | 309 325   | 86.72     |
| Руснаци                    | 36 108    | 10.12     |
| Евреи                      | 1723      | 0.48      |
| Поляци                     | 1583      | 0.44      |
| Беларуси                   | 1314      | 0.36      |
| Арменци                    | 380       | 0.10      |
| Молдовци                   | 299       | 0.08      |
| Азербайджанци              | 216       | 0.06      |
| Грузинци                   | 196       | 0.05      |
| Татари                     | 183       | 0.05      |
| Германци                   | 178       | 0.04      |
| Чехи                       | 125       | 0.03      |
| Българи                    | 117       | 0.03      |
| Асирийци                   | 113       | 0.03      |
| Араби                      | 108       | 0.03      |
| Цигани                     | 80        | 0.02      |
| Литовци                    | 67        | 0.01      |
| Узбеки                     | 61        | 0.01      |
| Народи от Индия и Пакистан | 44        | 0.01      |
| Гърци                      | 42        | 0.01      |
| Мордовци                   | 40        | 0.01      |
| Чуваши                     | 40        | 0.01      |
| Румънци                    | 35        | 0.009     |
| Казахи                     | 34        | 0.009     |
| Туркмени                   | 32        | 0.008     |
| Латвийци                   | 28        | 0.007     |
| Осетинци                   | 22        | 0.006     |
| Таджики                    | 22        | 0.006     |
| Унгарци                    | 21        | 0.005     |
| Башкири                    | 19        | 0.005     |
| Американци                 | 19        | 0.005     |
| Ороки                      | 19        | 0.005     |
| Корейци                    | 16        | 0.004     |
| Естонци                    | 13        | 0.003     |
| Даргинци                   | 13        | 0.003     |
| Карели                     | 13        | 0.003     |
| Турци                      | 12        | 0.003     |
| Удмурти                    | 12        | 0.003     |
| Гагаузи                    | 11        | 0.003     |
| Лезгинци                   | 11        | 0.003     |
| Коми–пермци                | 10        | 0.002     |
| Други                      | 176       | 0.04      |
| Неизвестни                 | 1759      | 0.49      |

## Образование
Образователни институции на град Виница:
- 50 предучилищни учебни заведения (49 общински и 1 държавно);
- 37 общи и 4 частни общообразователни институции;
- Междуучилищен образователен и производствен център;
- Специално средно училище – център за обучение и рехабилитация.

Извънкласни учебни заведения:
- Дворец на децата и младежите;
- Частна институция „Перспектива“.

### Висши учебни заведения
Висши училища в град Виница:
- Виницки национален медицински университет „Николай Пирогов“
- Виницки национален аграрен университет
- Виницки национален технически университет
- Виницки държавен педагогически университет „Михаил Котсубински“
- Виницки социално-икономически институт
- Виницки технически колеж
- Виницки търговско-икономически институт
- Виницко училище за култура и изкуство

Филиали
- Филиал на Киевския национален университет за култура и изкуство
- Филиал на Европейския университет
- Филиал на Университета за съвременно познание
- Филиал на Лвовския държавен университет

## Култура

### Музеи
- Регионален исторически музей
- Регионален музей на изкуствата
- Военноисторически музей на военновъздушните сили от въоръжените сили на Украйна
- Музей–имение на Николай Пирогов
- Литературен и паметен музей „Михаил Коцюбински“
- Музей „Моят край Подолие“
- Музей на грънчарското изкуство „Алексей Луцишин“
- Музей на войниците от Виница, загинали във войната в Афганистан (1979 – 1989), разположен на площад „Козицки“
- Историко–мемориален музей на политическите затворници, разположен на булевард „Коперник“ 1
- Музей на виницкия трамвай
- Музей на почетните граждани на град Виница
- Музей на Великата отечествена война
- Музей на украинската марка „Якоб Балабан“

## Забележителности
- Централният парк „Горки“
- Пожарната кула на площад „Козицки“
- Комплекс от религиозни и фортификационни съоръжения от 17 – 18 в. „Мури“ в центъра на града (Спасо-Преображенската катедрала, Йезуитският манастир)
- Йерусалимка – стар еврейски квартал недалеч от съвременния център на града
- дървената Николаевска църква от 1746 г.
- Вълколак (бункер)

## Средства за масова информация
На територията на града в рамките на радиочестотите на FM–диапазона се излъчват 19 радиостанции от Украйна: Първи канал на Украинското радио / Радио ВИНТЕРА (88.6 MHz), Мелодия FM (90.5 MHz), Kiss FM (90.9 MHz), Power FM (91.3 MHz), Радио Петък (92.0 MHz), Авторадио–Украйна (100.3 MHz), Ретро FM (100.9 MHz), Радио РОКС Украйна (101.4 MHz), Хит FM (102.6 MHz), Крайна ФМ (103.2 MHz), Радио Такт (103.7 MHz), Руско радио Украйна (104.1 MHz), Пипер FM (104.8 MHz), Радио Релакс (105.9 MHz), Наше радио (106.4 MHz), Шансон (107.0 MHz), Лада FM (107.4 MHz) и Ера FM (107.8 MHz).

## Личности
- Иван Сирко, казашки хетман
- Николай Пирогов, лекар, почитан за приноса му към военно-полевата хирургия
- Михаил Коцюбинский (1864 – 1913), украински писател, класик на украинската литература
- Георгий Береговой, (1921 – 1995), космонавт на СССР, 2 пъти герой на Съветския съюз (единствен удостоен за Великата отечествена война и за полета в космоса)
- Сергей Федорчук (р. 1981), украински шахматист

## Международно сътрудничество
Консулства на чужди държави във Виница:
- Генерално консулство на Република Полша, разположено на адрес: бул. „Соборна“ 24. Отрито през 2010 г.[8]
- Почетно консулство на Република Молдова. Отрито през 2017 г.[9]

Побратимени градове
Побратимени градове на Виница са:
- Англия – Питърбъро
- Израел – Бат Ям
- Литва – Паневежис
- Полша – Келце
- Приднестровие – Ръбница
- Русия – Липецк
- САЩ – Бирмингам (Алабама)
- Турция – Бурса